# Исток, север, југ и запад
„Исток, север, југ и запад“ е петнадесетият албум на Индира Радич, излязъл през декември 2011 година. Съдържа 17 песни, от които седем са дуетни. Участие в албума взема синът на Индира – Северин, като съ-композитор.
Песента „Иде то с годинама“ е първоначално отстъпена от Индира на Цеца за нейния нов албум, но впоследствие тя я връща на Индира.

## Песни
1. Иде то с годинама Музика:Горан Раткович, Северин Радич; Текст:Марина Туцакович; Аранжимент:Станиша Трайкович, Г.Раткович
2. Љубав стара (дует с Ален Исламович) Музика:Г.Раткович; Текст:М.Туцакович, Стева Симеунович; Аранжимент:С.Трайкович, Г.Раткович
3. Киша Музика:Г.Раткович, С.Радич; Текст:М.Туцакович; Аранжимент:С.Трайкович, Г.Раткович
4. Црвени тепих Музика:Г.Раткович, С.Радич; Текст:Бора Джорджевич; Аранжимент:Даниел Богданович, Г.Раткович
5. Две музике Музика:Г.Раткович, Д.Богданович; Текст:Миладин Богосавлиевич; Аранжимент:Перица Симонович
6. Прославићу крај Музика:Г.Раткович; Текст:Горан Кириджич; Аранжимент:Горан Велинов
7. Исток, север, југ и запад (дует, с „Црвена ябука“) Музика:Г.Раткович, С.Радич; Текст:Звонко Пантович; Аранжимент:Д.Богданович, Г.Раткович
8. Има туга име, улицу и број (дует с Дженан Лончаревич) Музика:Г.Раткович, С.Радич; Текст:М.Туцакович; Аранжимент:Г.Раткович
9. Сто на сат (дует, с „Лексиктон“) Музика:Г.Раткович, С.Радич; Текст:М.Туцакович; Аранжимент:Г.Раткович
10. Ништа ми не замери Музика:Г.Раткович, С.Радич; Текст:М.Богосавлиевич; Аранжимент:Д.Богданович
11. Сезаме (дует с Азис) Музика:Г.Раткович, С.Радич; Текст:М.Туцакович; Аранжимент:С.Трайкович, Г.Раткович
12. Само ноћас да си ту Музика:Г.Раткович, С.Радич; Текст:С.Симеунович; Аранжимент:С.Трайкович
13. Не веруј својим очима (дует с Романа Панич) Музика:Г.Раткович; Текст:М.Туцакович; Аранжимент:Г.Раткович
14. Ако умрем сад Музика:Г.Раткович; Текст:М.Богосавлиевич; Аранжимент:Г.Раткович
15. Марија (дует със Станко Маринкович) Музика:Г.Раткович, С.Радич; Текст:Лауре Пречач; Аранжимент:Г.Раткович
16. Живим да живим Музика:Александър Перишич; Текст:М.Туцакович; Аранжимент:Дрийм Тийм
17. Пусти ме Музика:Драган Брайович; Текст:Д.Брайович; Аранжимент:Деян Абадич